# حویجبات

حویجبات

حویجبات (به عربی: الحویجبات) یک شهرداری در الجزایر است که در استان تبسه واقع شده‌است.